# Marina (voornaam)
Marina is van oorsprong een Italiaanse meisjesnaam.
De naam is afgeleid van de jongensnaam Marinus. Deze naam is afgeleid van het Latijnse woord mare ("zee") en betekent zoveel als "van de zee". 
Varianten van de naam Marina zijn: Maren, Marine, Marian, Maria, Mariam, Marien, Mariene, Marie, Mari, Maris en Mare.
Marina is ook een populaire naam voor heiligen, plaatsen en bouwwerken.

## Bekende naamdraagsters
- Marina Abramović, Servisch kunstenares
- Marina Aleksandrova, Russisch actrice
- Marina Defauw, Vlaams schrijfster
- Marina Diamandis, beter bekend als Marina and the Diamonds, Wels zangeres-songwriter
- Marina Duvekot, Nederlands actrice
- Marina Erakovic, dochter van Prinses Alexandra
- Marina de Graaf, Nederlands actrice
- Marina van Griekenland en Denemarken (Hertogin van Kent)
- Marina Hands, Frans actrice
- Marina Karpoenina, Russisch basketbalspeelster
- Marina Kiehl, Duits skiester
- Marina Koeptsova, Russisch hoogspringster
- Marina Lapina, Azerbeidzjaans atlete
- Marina Martsynovskaya, Frans schaakster
- Marina Nigg, Liechtensteins skiester
- Marina Ogilvy, Nieuw-Zeelands tennisster
- Marina Rei, Italiaans zangeres
- Marina Schapers, Nederlands actrice
- Marina Schiptjenko, Zweeds muzikante
- Marina Semjonova, Russisch balletdanseres
- Marina Severa, Romeins keizerin
- Marina Sirtis, Brits actrice
- Marina Trandenkova, Russisch sprintster
- Marina Tsvetajeva, Russisch schrijfster
- Marina van der Velde-Menting, Nederlands politicus
- Marina Warner, Brits schrijfster
- Marina Yee, Belgisch modeontwerpster